# Денежный рынок
Де́нежный ры́нок (англ. money market) — система экономических отношений по поводу предоставления денежных средств на срок до одного года. Денежный рынок, наряду с рынком капитала представляет собой часть финансового рынка. Особенностью инструментов денежного рынка является низкий финансовый риск.
Денежный рынок может быть подразделён на:
1. Рынок краткосрочных ценных бумаг;
2. Рынок межбанковских кредитов;
3. Рынок евровалют.

## Участники денежного рынка
Участниками денежного рынка являются:
1. кредиторы, предоставляющие деньги
2. заёмщики, заимствующие деньги на определённых условиях
3. финансовые посредники.

Предоставление денежных средств возможно и без финансовых посредников.
В качестве кредиторов и заёмщиков на денежном рынке выступают:
1. Банки;
2. Небанковские кредитные организации;
3. Предприятия и организации различного типа — юридические лица;
4. Физические лица;
5. Государство в лице определённых органов и организаций;
6. Международные финансовые организации;
7. Другие финансово-кредитные учреждения.

В качестве финансовых посредников на денежном рынке выступают:
1. Банки;
2. Профессиональные участники фондового рынка:
  - Брокеры;
  - Дилеры;
  - Управляющие компании;
3. Другие финансово-кредитные учреждения.

Интересы участников денежного рынка состоят в получении дохода от операций с различными финансовыми инструментами денежного рынка. Кредиторы получают доход в виде процента на переданную сумму. Заёмщики получают доход в виде дополнительной прибыли, полученной от использования заимствованных денежных средств. Финансовые посредники получают доход в виде комиссионного вознаграждения или разницы между процентными ставками привлечения и размещения средств.

## Инструменты денежного рынка
Инструментами денежного рынка являются:
1. Краткосрочные ценные бумаги:
  - Облигации
  - Казначейские (правительственные) векселя (англ. Treasury bills)
  - Агентские векселя (агентства, спонсируемые правительством, такие как гос. ипотечное учреждение и т. п.) (англ. Agency bills)
  - Муниципальные векселя (городские, сельские, поселковые) (англ. Municipal bills)
  - Коммерческие векселя (юридических лиц) (англ. Commercial bills)
  - Банковские векселя (англ. Bankers bills)
  - Акцептированный банковский чек (англ. Bankers' acceptance )
  - Коммерческие бумаги (ноты) (англ. Commercial paper (notes))
  - Депозитные сертификаты (юр. лиц) (англ. Certificate of deposit)
  - Сберегательные сертификаты (физ. лиц) (англ. Certificate of deposit)
2. Краткосрочные кредиты
  - Межбанковские кредиты
  - Коммерческие кредиты
3. Сделки РЕПО (англ. Repurchase agreements, REPO) — продажа ценных бумаг с условием обратного выкупа

## Примечание
1. 1 2  Финансы и кредит: Учебник / Под ред проф. М. В. Романовского, проф. Г. Н. Белоглазовой. — М.: Высшее образование, 2006
2. 1 2 3  Финансы: Учебник / Под ред. В. В. Ковалева М: ТК Велби, Изд-во Проспект, 2004